# Martin Brunner
Martin Brunner (* 23. April 1963 in Zürich) ist ein ehemaliger Schweizer Fussballspieler und ehemaliger Torhütertrainer.

## Karriere
Brunners Position als Spieler war Torhüter. Seine aktive Laufbahn begann beim Grasshopper Club Zürich, bei dem er elf Jahre spielte. 1994 wechselte er zum FC Lausanne-Sport.
Als Nationalspieler der Schweiz nahm er an der WM-Endrunde in den USA 1994 teil, kam aber zu keinem Einsatz.
Als Torhütertrainer war er von 2002 bis 2011 für die Schweizer U-21-Nationalmannschaft und von 2003 bis 2012 beim FC Zürich tätig. Wegen Knieproblemen musste er diesen Job aufgeben. 2013 trainierte er die U-18 des FC Zürich. Von 2015 bis 2017 trainierte er den FC Kilchberg.